# آدونیا ولچ
آدونیا ولچ (به انگلیسی: Adonijah Welch) سناتور سابق عضو جمهوری‌خواه بود. وی در سال ۱۸۶۸ تا ۱۸۶۹ میلادی سناتور ایالت فلوریدا در سنای ایالات متحده آمریکا بود.